# Hôtel de Cabre (Aix-en-Provence)
L'hôtel de Cabre, aussi appelé de Belcodène est un hôtel particulier situé au 42 rue Victor-Leydet à Aix-en-Provence. Il ne doit pas être confondu avec la maison de l'échevin de Cabre, aussi appelé hôtel de Cabre, situé à Marseille.

## Construction et origines
L'hôtel de Cabre fut construit à la fin du XVIIIe siècle pour le président du Parlement de Provence Mr de Belcodène. L'hôtel passa ensuite à la famille d'Estienne de Saint-Jean (qui, par ailleurs, possédait son propre hôtel particulier à Aix, l'hôtel d'Estienne-de-Saint-Jean). Les d'Estienne-de-Saint-Jean y placèrent une grande partie de leur collection d'art.

## Architecture
La porte cochère donnant sur la cour intérieure est remarquable. La façade sombre est ocrée, rehaussée par des boiseries vertes laquées.